# Piper hassleri
Piper hassleri är en pepparväxtart som beskrevs av C. Dc.. Piper hassleri ingår i släktet Piper och familjen pepparväxter. Inga underarter finns listade i Catalogue of Life.